# 王瑜 (南北朝)
王瑜（522年—561年），字子珪，琅邪臨沂人，南北朝南梁、南陳官員。
王瑜是東晉丞相王導的後裔，父親司空王沖。王瑜樣子俊俏，很早就知名並位居顯要，三十歲已任職侍中。永定元年（557年），他和副手陳郡袁憲出使北齊，北齊因為協助王琳而囚禁他們。齊文宣帝每次出巡都會帶同死囚從行，北齊人稱這些死囚為「供御囚」，每次文宣帝生氣都會殺死一名死囚消氣意。王瑜和袁憲多次差點被殺，得到北齊仆射楊愔可憐他們無辜，每次都會幫助他們免被殺害。天嘉二年（561年）二人回國還朝，朝廷下詔讓王瑜再任職侍中，不久去世，虛歲四十，贈本官，謚號貞子。

## 家族
- 八世祖東晉丞相王導
- 七世祖東晉中領軍王洽
- 六世祖東晉司徒王珣
- 五世祖劉宋太保王弘
- 高祖父劉宋中書郎王錫
- 曾祖父南齊侍中王僧衍[1]
- 祖父南梁給事黃門侍郎王茂璋[1]
- 父親南陳司空王沖[2][3]

## 引用
1. 1 2 3  《陳書·卷十七·列傳第十一》：王沖字長深，琅邪臨沂人也。祖僧衍，齊侍中。父茂璋，梁給事黃門侍郎。
2. 1 2 3  《陳書·卷二十三·列傳第十七》：王瑒字子璵，司空沖之第十二子也。……瑒第十三弟瑜，字子珪，亦知名，美容儀，早歷清顯，年三十，官至侍中。永定元年，使于齊，以陳郡袁憲為副，齊以王琳之故，執而囚之。
3. 1 2 3  《南史·卷二十一·列傳第十一》：瑒弟瑜字子珪，亦知名。美容儀。年三十，官至侍中。永定元年使齊，以陳郡袁憲為副。齊以王琳故，囚之。
4. ↑  《陳書·卷二十三·列傳第十七》：齊文宣帝每行，載死囚以從，齊人呼曰“供御囚”，每有他怒，則召殺之，以快其意。瑜及憲并危殆者數矣，齊仆射楊遵彥憫其無辜，每救護之。天嘉二年還朝，詔复侍中，頃之卒，時年四十。贈本官，謚曰貞子。
5. ↑  《南史·卷二十一·列傳第十一》：齊文宣每行，載死囚以從，齊人呼曰供禦囚。每佗怒，則召殺之。瑜及憲並危殆者數矣，齊僕射楊遵彥每救護之。天嘉二年還朝，復為侍中。卒，諡曰貞子。

## 延伸阅读
[在维基数据编辑]
 《陳書/卷23》，出自姚思廉《陳書》